# Gordon Marshall
Gordon Marshall (né le 19 avril 1964 à Édimbourg) est un ancien gardien de but du Celtic FC au milieu des années 1990. Il a ensuite terminé sa carrière du côté de Motherwell FC.

## Carrière
- 1982 : Glasgow Rangers  Écosse
- 1982 : East Stirlingshire  Écosse
- 1982-1983 : Glasgow Rangers  Écosse
- 1983-1987 : East Fife  Écosse
- 1987-1991 : Falkirk  Écosse
- 1991-1993 : Celtic Glasgow  Écosse
- 1993 : Stoke City  Angleterre
- 1993-1997 : Celtic Glasgow  Écosse
- 1997 : St Mirren  Écosse
- 1997-1998 : Celtic Glasgow  Écosse
- 1998-2003 : Kilmarnock  Écosse
- 2003-2005 : Motherwell  Écosse